# Condylocuna torquata
Condylocuna torquata is een tweekleppigensoort uit de familie van de Condylocardiidae. De wetenschappelijke naam van de soort is voor het eerst geldig gepubliceerd in 1928 door Marwick.